# Coriolopsis taylorii
Coriolopsis taylorii är en svampart som beskrevs av Murrill 1908. Coriolopsis taylorii ingår i släktet Coriolopsis och familjen Polyporaceae.   Inga underarter finns listade i Catalogue of Life.